# Cantonul Aurignac
Cantonul Aurignac este un canton din arondismentul Saint-Gaudens, departamentul Haute-Garonne, regiunea Midi-Pyrénées, Franța.

## Comune
- Alan
- Aulon
- Aurignac (reședință)
- Bachas
- Benque
- Boussan
- Bouzin
- Cassagnabère-Tournas
- Cazeneuve-Montaut
- Eoux
- Esparron
- Latoue
- Montoulieu-Saint-Bernard
- Peyrissas
- Peyrouzet
- Saint-André
- Saint-Élix-Séglan
- Samouillan
- Terrebasse